# Parafia Najświętszej Maryi Panny Matki Kościoła w Lubatówce
Parafia Najświętszej Maryi Panny Matki Kościoła w Lubatówce – parafia rzymskokatolicka, znajdująca się w archidiecezji przemyskiej, w dekanacie Miejsce Piastowe.